# Dmytro Russinow
Dmytro Russinow (ukrainisch Дмитро Русінов; russisch Дмитрий Владимирович Русинов/Dmitri Wladimirowitsch Russinow; * 26. Februar 1990 in Dedowsk, Oblast Moskau, Russische SFSR, UdSSR) ist ein ukrainischer Biathlet russischer Herkunft, der seit Anfang 2013 für die Ukraine startet.
Dmitri Russinow begann an der Kinder- und Jugendsportschule der Olympiareserve Nr. 43 in Moskau bei Trainer Gennadi Jegorow mit dem Biathlon. Er wurde russischer Juniorenmeister und erhielt 2009 den Ehrentitel Meister des Sports. Vor den Biathlon-Weltmeisterschaften 2013 gewann er den russischen Biathlon-Cup im Sprint und war für die Nationalmannschaft qualifiziert. Danach erklärte er seine Entscheidung, die Staatsbürgerschaft zu wechseln und für die Ukraine zu starten. Er begründete das mit den großen Finanzierungsproblemen im Moskauer Verband.
So gab Russinow sein internationales Debüt als Dmytro Russinow vergleichsweise spät im Alter von 23 Jahren im Rahmen der Europameisterschaften 2013 in Bansko, wo er 41. des Sprints wurde, im Verfolgungsrennen aber trotz Qualifikation nicht an den Start ging. Wenig später bestritt er am Holmenkollen in Oslo seine ersten Rennen im Weltcup und wurde in Sprint und Verfolgung 54.
Russinow ist Absolvent der Moskauer Pädagogischen Universität und studiert seit 2013 an der Fakultät für ausländische Philologie und soziale Kommunikation der Staatlichen Universität Sumy.

## Biathlon-Weltcup-Platzierungen
Die Tabelle zeigt alle Platzierungen (je nach Austragungsjahr einschließlich Olympische Spiele und Weltmeisterschaften).
- 1.–3. Platz: Anzahl der Podiumsplatzierungen
- Top 10: Anzahl der Platzierungen unter den ersten zehn (einschließlich Podium)
- Punkteränge: Anzahl der Platzierungen innerhalb der Punkteränge (einschließlich Podium und Top 10)
- Starts: Anzahl gelaufener Rennen in der jeweiligen Disziplin
- Staffel: inklusive Mixed- und Single-Mixed-Staffeln

| Platzierung         | Einzel | Sprint | Verfolgung | Massenstart | Staffel | Gesamt |
| ------------------- | ------ | ------ | ---------- | ----------- | ------- | ------ |
| 1. Platz            |        |        |            |             |         |        |
| 2. Platz            |        |        |            |             |         |        |
| 3. Platz            |        |        |            |             |         |        |
| Top 10              |        |        |            |             | 1       | 1      |
| Punkteränge         |        |        |            |             | 1       | 1      |
| Starts              | 2      | 4      | 2          |             | 1       | 9      |
| Stand: Karriereende |        |        |            |             |         |        |